# Pinasca
Pinasca (piemontesisch Pinasca, okzitanisch Pinascha) ist eine Gemeinde in der italienischen Metropolitanstadt Turin (TO), Region Piemont. Die Gemeinde ist ein Teil der Bergkommune Comunità Montana Valli Chisone e Germanasca.

## Lage und Einwohner
Pinasca liegt 53 km südwestlich von Turin im Val Chisone. Der höchste Punkt der Gemeinde ist der Punta dell'Aquila mit 2119 Meter. Die Nachbargemeinden sind Giaveno, Perosa Argentina, Cumiana, Pinerolo, Frossasco, San Pietro Val Lemina, Inverso Pinasca und Villar Perosa. Das Gemeindegebiet umfasst eine Fläche von 34 km² und hat 2785 Einwohner (Stand 31. Dezember 2023).

## Geschichte

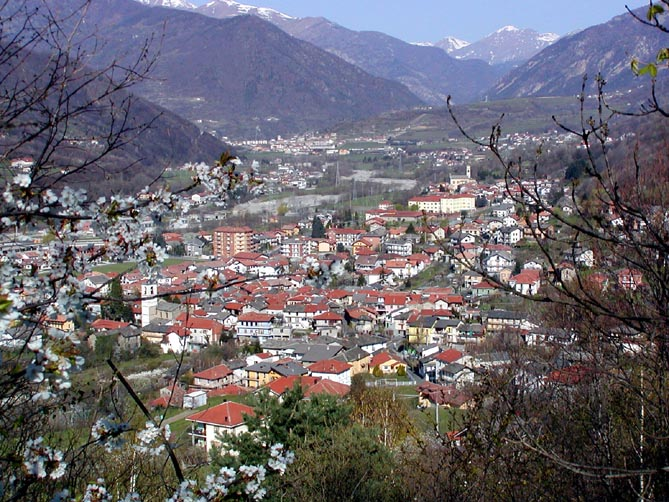
Panorama

Im 16./17. Jahrhundert wurden Waldenser-Familien unter anderem der Namen Ayasse, Berthet, Gayde, Talmon aus Glaubensgründen vertrieben. Sie fanden Aufnahme im Herzogtum Württemberg, wo sie am 10. Juni 1699 die Gemeinden Pinache und Serres, heute Ortsteile von Wiernsheim, gründeten. Wiernsheim ist seit 1982 Partnergemeinde von Pinasca.